# 컴퓨팅

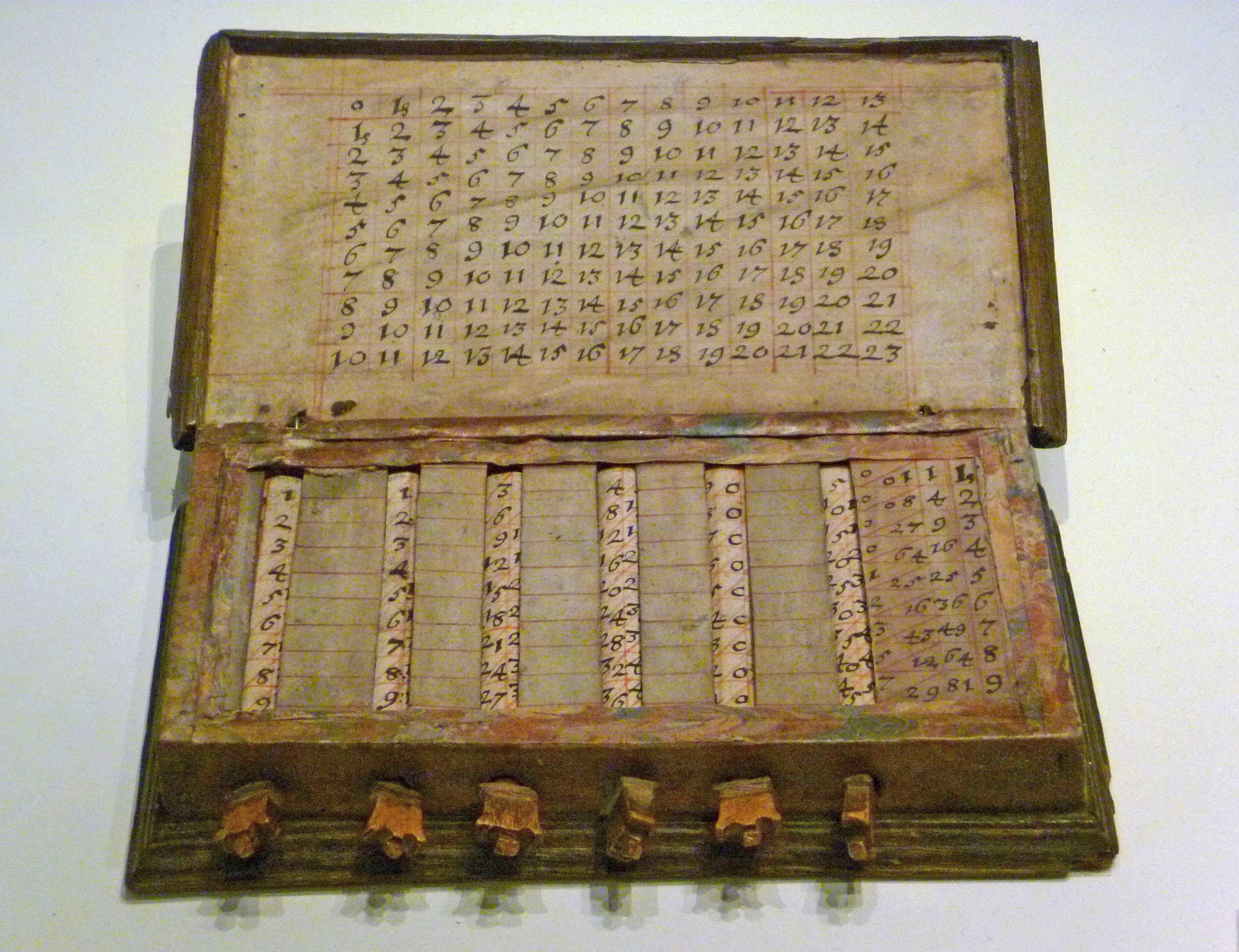

원래 컴퓨팅(computing)은 계산을 의미했고, 컴퓨터(computer)는 계산하는 사람이란 뜻이었다. (라틴어로compu)전기적 컴퓨터가 출현하면서 이를 사용하는 행위 또한 가리키게 되었고 (연산)을 수행하는) 전기적 과정은 컴퓨터 하드웨어에서 수행되었다. 이 용어는 컴퓨터에서 실행하기 위한 프로그램을 제작하는 이론적 개념이 아니라, 컴퓨터 과학의 일부분으로써 수학적 계산을 수행(컴퓨팅)한다는 원래의 의미에도 대응한다. 또한 넓은 의미에서 컴퓨터 기술 자원을 개발 및 사용하는 모든 활동을 가리키기도 한다.

## 역사
컴퓨팅의 역사는 컴퓨팅 하드웨어의 역사보다 길며 테이블의 도움이 있든 없든 펜과 종이(또는 분필과 슬레이트)를 사용하는 방법의 역사를 포함한다. 컴퓨팅에 필요한 수학적 개념은 숫자 체계 이전에도 존재했지만 컴퓨팅은 숫자 표현과 밀접하게 연관되어 있다. 계산에 사용되는 가장 초기의 알려진 도구는 주판이며, 이는 기원전 2700년에서 2300년 사이에 바빌론에서 발명된 것으로 생각된다. 보다 현대적인 디자인의 "Abaci"는 오늘날에도 여전히 계산 도구로 사용되고 있다.
컴퓨팅에 디지털 전자 장치를 사용하기 위한 최초의 기록된 제안은 C. E. 윈-윌리엄스(Wynn-Williams)의 1931년 논문 "물리 현상의 고속 자동 계산을 위한 티라트론(Thyratrons)의 사용"이었다. 클로드 섀넌의 1938년 논문 "A Symbolic Analysis of Relay and Switching Circuits"에서는 불 대수 연산에 전자 장치를 사용하는 아이디어를 소개했다.
전계 효과 트랜지스터의 개념은 1925년 줄리어스 에드가 릴리엔펠트에 의해 제안되었다. 존 바딘과 월터 하우저 브래튼은 벨 연구소의 윌리엄 쇼클리 밑에서 일하면서 1947년에 최초의 작동 가능한 트랜지스터인 점 접촉 트랜지스터를 만들었다. 1953년에 맨체스터 대학은 최초의 트랜지스터 컴퓨터인 맨체스터 베이비(Manchester Baby)를 만들었다. 그러나 초기 접합 트랜지스터는 대량 생산이 어려운 상대적으로 부피가 큰 장치였기 때문에 다양한 특수 응용 분야로 제한되었다. 금속-산화물-실리콘 전계 효과 트랜지스터(MOSFET 또는 MOS 트랜지스터)는 1959년 벨 연구소의 마틴 아탈라와 강대원에 의해 발명되었다. MOSFET을 통해 고밀도 집적 회로를 구축할 수 있게 되었으며, 이는 컴퓨터 혁명, 마이크로컴퓨터 혁명 현상으로 이어졌다.

## 컴퓨터
컴퓨터는 컴퓨터 프로그램이라는 명령 집합에 따라 데이터를 이용하는 기기이다. 이 프로그램은 실행 파일 형태를 갖추고 있어서 컴퓨터가 직접 명령을 실행할 수 있게 한다. 사람이 읽을 수 있는 소스 코드 형태의 동일한 프로그램은 프로그래머가 알고리즘을 연구하고 개발할 수 있게 한다. 명령이 각기 다른 종류의 컴퓨터에서 수행할 수 있으므로 단일 집합의 소스 명령들은 중앙 처리 장치의 종류에 따라 기계 명령으로 변환한다.

## 컴퓨팅의 하위 분야
- 컴퓨터 공학
- 소프트웨어 공학
- 컴퓨터 과학
- 정보 시스템
- 정보 기술

## 같이 보기
- 그린 컴퓨팅
- 자율 컴퓨팅
- 온 디멘드 컴퓨팅